# Morphine Love Dion
Morphine Love Dion, conocida fuera de drag como Michelle Orozco (nacida el 4 de enero de 1997), es una artista drag estadounidense conocida por competir en la temporada 16 de RuPaul's Drag Race.

## Carrera
En Drag Race, Morphine Love Dion fue eliminada en el decimotercer episodio ("Drag Race Vegas Live! Makeovers"), quedando quinta en la clasificación general. En el decimoquinto episodio ("Lip Sync LaLaPaRuza Smackdown – Reunited"), ganó una serie de lip syncs contra otros concursantes eliminados, ganando 50.000 dólares. Es la primera concursante de la temporada regular y la segunda de la franquicia de Drag Race en ser coronada "Queen of She Done Already Done Had Herses", después de Raja Gemini en la séptima temporada de RuPaul's Drag Race: All Stars.[cita requerida]

## Vida personal
Morphine Love Dion es de Hialeah, en el área metropolitana de Miami, Florida. Es no binario. Su madre drag es Athena Dion. Es de ascendencia nicaragüense.
El 23 de julio de 2024, un Uber en el que viajaban Dion y su compañera Kaos, concursante de Drag Race, se estrelló contra la pared divisoria central en la autopista interestatal 10 en Jefferson Park, Los Ángeles, un segundo vehículo luego chocó con el automóvil, matando a una persona e hiriendo a otras 10, incluidas Dion y Kaos. La cuenta de Instagram de Dion hizo más tarde una declaración en su nombre afirmando que "sufrió múltiples lesiones, pero está agradecida de estar viva", pidiendo también "Por favor, manténgala en sus pensamientos y oraciones. Se agradece algo de espacio y tiempo mientras ella se centra en curarse." Más tarde, publicó una actualización en su Instagram aclarando sus lesiones, que incluían una fractura de clavícula, una mandíbula rota que requirió cirugía para repararla y la pérdida de varios de sus dientes, afirmando que estaba "todavía un poco triste y traumatizada pero extremadamente agradecida y feliz de estar viva.”

## Filmografía
- RuPaul's Drag Race (temporada 16)
- RuPaul's Drag Race: Untucked
- Hey Qween! (2024)
- Touch-Ups with Raven (2024)
- Bring Back My Girls